# Elberfeld (Indiana)
Elberfeld é uma cidade  localizada no estado americano de Indiana, no Condado de Warrick.

## Demografia
Segundo o censo americano de 2000, a sua população era de 636 habitantes.
Em 2006, foi estimada uma população de 645, um aumento de 9 (1.4%).

## Geografia
De acordo com o United States Census Bureau tem uma área de
0,8 km², dos quais 0,8 km² cobertos por terra e 0,0 km² cobertos por água. Elberfeld localiza-se a aproximadamente 131 m acima do nível do mar.

## Localidades na vizinhança
O diagrama seguinte representa as localidades num raio de 16 km ao redor de Elberfeld.